# Maël Péneau
Maël Péneau (né en 1980 à Nantes), plus connu sous le nom de scène de Maelstrom est un DJ, compositeur, producteur de musique électronique, et chercheur français

## Biographie

### Carrière musicale

#### 1996-2007
À partir de 1996, il découvre la musique électronique en participant à de nombreuses fêtes organisées en France par des sound system nomades comme Spiral Tribe ou Heretik System avant de rejoindre le collectif nantais Karbon 14 avec lequel il organise de nombreuses Free party dans toute la France,. Il se lance rapidement dans la production musicale et publie plus de quinze disques techno et hardtechno sous de nombreux pseudonymes entre 1998 et 2002 . Il participe en 2005 à la création du collectif Sweat Lodge à Nantes, qui a pour vocation de créer des fêtes hybrides entre Arts du spectacle, cirque, univers forain et sound system.

#### 2008-2017
En 2009, il intègre le label Expressillon, aux côtés de musiciens comme 69 DB, Interlope ou Spiral Tribe. À partir de 2010, il est signé sur des labels internationaux comme Boysnoize Records, et sur des labels français comme Sound Pellegrino ou Bromance records. Sa carrière se développe à l'international, et l'amène à jouer dans de nombreux clubs et festivals autour du monde, de Berlin à Mexico, Tokyo, Sydney ou Le Cap. En 2013, il rencontre la chanteuse et DJ américaine Louisahhh avec qui il réalise quatre EP pour le label Bromance, dirigé par Brodinski et Manu Barron. À la même période, il rencontre aussi The Hacker et Gesaffelstein qui lui proposent d'intégrer leur label Zone, sur lequel il sortira six EP. En 2015, ils décident avec Louisahhh de monter leur propre label, RAAR, sur lequel il sort son premier album en 2017 . Parallèlement, il réalise avec Brodinski des instrumentaux pour des rappeurs américains comme 21 Savage ou Hoodrich Pablo Juan.

#### Depuis 2018
Après la sortie de son album, il retrouve le chemin des clubs et des rave party avec une série de disques publiés au Royaume-Uni, en Allemagne, et en Russie, et inspirés par les pionniers des musiques électroniques et de la techno, de Juan Atkins à Aphex Twin ou Underground Resistance. Il collabore aussi avec le musicien bordelais Djedjotronic au sein du projet Lost Echoes, construit autour de l'improvisation sur des synthétiseurs et des boites à rythmes analogiques et programmé notamment au Printemps de Bourges et au Festival Scopitone. En 2021, Maelstrom enregistre un nouvel album intitulé Rhizome (en référence aux travaux de Gilles Deleuze et Félix Guattari) qui aborde les thèmes de l’interdépendance et des écosystèmes créatifs, en mettant en lumière les réseaux et les ressources invisibles qui participent de la création musicale électronique. Il est par ailleurs le premier musicien français à utiliser la technologie blockchain pour vendre en ligne sa musique sous la forme de NFT sur des plateformes musicales basées sur le protocole Etherum. En mars 2022, il publie le premier DJ mix en ligne vendu sous forme de NFT et utilisant des contrats intelligents pour rémunérer de façon équitable les producteurs des morceaux qui constituent le mix.
En 2023, sort le premier album de Maelstrom et Louisahhh, intitulé « Sustained Resistance », et influencé autant par la techno que par le punk, les musiques noise et les musiques sound-system britanniques et caribéennes,,. La même année, il développe le projet multimédia “Rixes” avec le batteur Bertrand James et l’artiste Eliza Struthers-Jobin, basé sur une batterie augmentée, connectée à des instruments électroniques et à du code informatique. Le projet sera présenté au festival Astropolis, au Festival Scopitone, et au Festival Maintenant. Son troisième album solo, intitulé « The FM Tapes », et dédié à la Synthèse FM, sort en octobre 2024 sur le label anglais Central Processing Unit,.
En 2025, il est lauréat d'une résidence à la Villa Kujoyama à Kyoto pour un projet de recherche et de création autour de la série “mid-0” de l’entreprise Roland dans les années 1980 (TR-808, TR-909, TB303…) qui sera ensuite essentielle dans la naissance de la techno et du rap,. Il participe également à la création du groupe Pain Magazine avec Louisahhh et Birds in Row, dont le premier single « Violent God » sort en avril 2025,, à l'intersection du post-hardcore et de la techno industrielle,. Une tournée de 25 dates est annoncée pour l'automne de la même année en France et en Europe. 

### Parcours académique
Après un DEUG Lettres et langues, mention médiation culturelle et communication, obtenu à l'Université de Montpellier en 2000, et une Licence Lettres et langages, mention information et communication, obtenue en 2002 à l'Université de Nantes, il reprend ses études en s'inscrivant en Master à l'École des Hautes Études en Sciences Sociales et obtient son diplôme en 2018 après avoir présenté un mémoire intitulé «La musique techno française : parcours, dispositifs et processus créatifs », sous la direction de l'ethnomusicologue Emmanuelle Olivier. Il devient doctorant à l'EHESS en 2018, au sein du Centre Georg Simmel, et s'engage dans un travail de recherche sur la création musicale en régime numérique dans les home-studios des beatmakers sénégalais, sous la direction de Laure Schnapper et d'Emmanuelle Olivier. Il intègre en 2019 le projet de recherche AFRINUM, financé par l'Agence nationale de la recherche,, et anime plusieurs ateliers de doctorants à l'EHESS, autour des questions de la méthodologie de la recherche ethnographique et du numérique. Il enseigne à l'Université Sorbonne-Nouvelle au sein de l'UFR Arts & Médias de 2021 à 2024. Il soutient sa thèse en mars 2023 à l'EHESS.

## Discographie

### Pain Magazine
- 2025 - Violent God (Single) [Humus Records]
- 2025 - Dead Meat (Single) [Humus Records]

### Albums
- 2017 - Her Empty Eyes
- 2021 - Rhizome
- 2023 - Sustained Resistance (avec Louisahhh)
- 2024 - May The Rage Burn a Path For Joy (avec Louisahhh)
- 2024 - The FM Tapes

### Singles/EP
- 2009 - Il Traffico
- 2010 - Different Train
- 2011 - Tanger
- 2012 - USSR
- 2012 - Génération
- 2012 - Catharsis
- 2013 - Translations (avec Louisahhh)
- 2013 - Resistance
- 2014 - Traces (avec Louisahhh)
- 2014 - Adversarial Design
- 2014 - Discord
- 2015 - RAAR001 (avec Louisahhh et Roijacker)
- 2015 - Friction (avec Louisahhh)
- 2015 - Optics
- 2016 - RAAR002 (avec Specialivery)
- 2016 - RAAR004 (avec Louisahhh)
- 2017 - Acid Avengers 06 (avec Defekt)
- 2018 - ECZO
- 2018 - Alph4
- 2018 - Fragment
- 2018 - Snow Falls Remixes
- 2019 - Heat Wave
- 2019 - Spasm / Turbulence
- 2019 - Backseat
- 2019 - Silence is Violence (avec Louisahhh)
- 2019 - Detection
- 2020 - Ascender (avec Louisahhh)
- 2020 - Archaea
- 2021 - Expression Directe
- 2021 - Lotus 48 (Avec Fasme)
- 2021 - DDS05 (Avec CTKidobo)
- 2022 - Acid Avengers (avec Locked Club)
- 2024 - For the Floor vol.4 (avec Ben Pest)

### NFT
- 2021 - Maalish (Catalog.works)
- 2021 - You Can't Name a Random Event (Catalog.works)
- 2021 - Expect Silence (Catalog.works)
- 2021 - Patience (XNFT)
- 2021 - A Comfortable Cage (XNFT)
- 2021 - Warehouse (Async Music)
- 2022 - Satori (Catalog.works)
- 2022 - Ensemble (Sound.xyz)
- 2022 - Janus (Async Music)
- 2022 - Stems & Twigs (Sound.xyz)

### Production
- 2013 - Louisahhh - Transcend
- 2016 - Brodinski - The Sour Patch Kid
- 2017 - Brodinski - Brain Disorder
- 2018 - Brodinski & Hoodrich Pablo Juan - The Matrix
- 2018 - Brodinski Feat Peewee Longway - Split
- 2018 - Brodinski & Lil Reek - Rock Out

### Remixes
- Noob - Spell (Maelstrom Remix) [Sound Pellegrino]
- Wordlife - Vision (Tekilatex & Maelstrom Remix) [Motorik!]
- Birdy Nam Nam - Parache (Maelstrom Remix)
- Busy P - Still Busy (Maelstrom Remix) [Ed Banger]
- Joris Delacroix - Air France (Maelstrom Remix) [Way Of House]
- Bobmo - Hotspot (Maelstrom Remix) [Marble]
- Owlle - Don't Lose It (Maelstrom Remix) [Sony Music]
- Cora Novoa - In Your Mind (Maelstrom Remix) [Seeking The Velvet]
- Louisahhh - Feral Rhythm (Maelstrom Remix) [RAAR]
- Luxus Varta - Fade Away (Maelstrom Remix) [In Abstracto]
- Blind Delon - I Have No Fear (Maelstrom Remix) [Innervision]
- Scratch Massive - Des Choses Feat. Yelle (Maelstrom Remix) [Bordel]

## Publications

### Livres
- Péneau, Maël. 2025. Le Beatmaking à Dakar. Musique, savoirs, technologies. Classiques Garnier, 262 p. (ISBN 978-2-406-18696-0).

### Articles
- Péneau Maël, « Denis-Constant Martin, Plus que de la musique… Musiques, sociétés et politique, Caraïbes, États-Unis, Afrique du Sud », L'Homme, 2021/3-4 (n° 239-240), p. 342-344[30].
- Péneau Maël, « L'acquisition des savoirs audionumériques dans les studios des beatmakers sénégalais », Cahiers d'ethnomusicologie, 2023 (n° 35), p. 105-122[31].
- Péneau Maël, « Distillation of Sound, Dub and the Creation of Culture. By Eric Abbey », Popular Music, 2023, Volume 42, Issue 1[32].
- Péneau, Maël. « Le synthétiseur Yamaha DX7 dans la musique sénégalaise », Volume, vol. 20:1, no. 1, 2023, pp. 131-142[33].
- Péneau, Maël. « The  Acquisition of Digital Audio Knowledge in the Studios of Senegalese Beatmakers ». IASPM Journal vol.14 no.2 (2024)[34].
- Péneau, Maël. « Du studio à la “scène”, les lieux du beatmaking à Dakar ». Volume ! La revue des musiques populaires, 21 : 2 | 2024[35].
- Péneau, Maël. « De l’analogique au numérique. Pratiques de création et discours sur l’authenticité dans les home studios techno », Revue musicale OICRM, vol. 12, no 1, 2025, p. 119-132[36].
- Péneau, Maël. « Les “banques de sons” des beatmakers sénégalais : provenances, usages et processus de création ». Musiques : Recherches interdisciplinaires, vol. 2, no 1, 2025, https://doi.org/10.62t40/azgffp67.